# I. Mátyás foix-i gróf
I. Mátyás (1363 – 1398. augusztus) foix-i gróf, béarni algróf, felesége révén aragón trónkövetelő

## Élete
Édesapja IV. (Foix) Roger Bernát, Castelbón algrófja, III. Roger Bernát és Luna Konstancia fia.
Édesanyja Geraude de Arnaud, Navailles úrnője, IV. Garcia Arnold és Béarnaise de Miramont leánya.
Mátyásnak két testvére született: Izabella (Erzsébet) (1361.  november 2. előtt–1428), férje Archambaud de Grailly és Roger Bernát (1361 után–fiatalon).
I. (Vadász) János aragón király 1392. június 4-én Barcelonában feleségül adta a 16 éves lányát, Johannát Mátyáshoz.
Vadász János 1396. május 19-én váratlanul, fiúgyermekek hátrahagyása nélkül 45 évesen meghalt, és nem volt, aki a trónt betöltse, mert a Barcelonai-ház rangidős férfi tagja, az elhunyt János király testvéröccse, Idős Márton aragón infáns nem tartózkodott ekkor Aragóniában, hiszen a fiánál, Ifjú Mártonnál és a menyénél, I. Máriánál, a szicíliai királyi párnál Szicília szigetén „vendégeskedett”, ugyanis valójában ő volt Szicília tényleges ura és kormányzója. A trónöröklés rendezetlensége és a férfi örökös távolléte lehetőséget adott a kiskapuk igénybe vételére és a lehetséges trónkövetelők jelentkezésére. Elsőként az özvegy királyné, Mátyás mostohaanyósa, Bar Jolán jelentette be, hogy újabb gyermeket vár, hiszen a szokások értelmében az özvegy királynét megkérdezték ilyenkor, hogy terhesnek érzi-e magát vagy sem, mert ez esetben meg kell várni a születendő gyermek érkezését, aki ha fiú lenne, megelőzné János öccsét, Idős Mártont a trónöröklésben. A királyné azonban az év elején hozott világra egy másik lányt, bár az újszülött hamarosan meghalt, így az özvegy királyné sógornője, Luna Mária, aki férje távollétében átvette a régensséget, rögtön átlátta a helyzetet, lehetetlennek nyilvánítva az újabb gyermekvárást, és leleplezte Jolán királyné álterhességét. Az özvegy királyné ekkor még egy meghökkentő javaslattal állt elő, és egyetlen lányának, Jolán hercegnőnek az öröklését szerette volna elérni, de ez nemcsak annak mondott ellent, hogy nők nem örökölhették a trónt, hanem az elsőszülöttségi jognak is, hiszen Jolán infánsnő csupán a másodszülött volt, és Johanna volt az idősebb lány. Éppen ezért Johanna férje, Mátyás foix-i gróf be is jelentette trónigényét felesége nevében, és seregei élén be is vonult Aragóniába, hogy érvényesíthesse feleségei jogait. Luna Mária királyné ekkor is határozottan cselekedett, és az elhunyt sógora vejének csapatait kiverte az országból, ráadásul Mátyás birtokainak egy részét, így Andorrát is elfoglalta ezért a hazatérő férje a következő (1397) évben már akadálytalanul foglalhatta el az aragón trónt, melyet felesége erőteljes intézkedéseinek köszönhetett.
Johanna és férje nem mondtak le a trón elfoglalásának tervéről, csak a kedvező alkalomra vártak, és újabb sereget gyűjtöttek. 1398 nyarán Mátyás gróf még egy kísérletet tett a trón megszerzésére, és elfoglalt birtokainak felszabadítására, de még mielőtt elkezdhette volna az újabb inváziót, váratlanul meghalt, és most az ő örökségéért indult meg a küzdelem, hiszen házassága Johannával gyermektelen maradt.
Nővére, Izabella örökölte Johanna elhunyt férjének birtokait, és csak hosszú és kitartó erőfeszítések árán után tudta visszaszerezni az aragón király által elfoglalt és lefoglalt területeket.
| Előző III. Gaston | Foix grófja 1391 – 1398 | Következő I. Izabella |

| Előző III. Gaston | Béarn algrófja 1391 – 1398 | Következő I. Izabella |